# Krepe
Krepe ist ein Bodendenkmal in der Gemarkung Groß Schwechten im Landkreis Stendal in Sachsen-Anhalt.

## Geographie
Die Krepe, im Volksmund auch „Räuberberg“ genannt, liegt 1,5 Kilometer südwestlich von Eichstedt und 3 Kilometer nördlich von Borstel am westlichen Ufer der Uchte nördlich der Mündung des Speckgrabens in die Uchte in einer Niederung. Der mit Eichen bestandene Burghügel hat gut 60 Meter Durchmesser und eine Höhe von etwa 3 Metern. Er ist von einem schwach erkennbaren Graben umgeben.

## Geschichte
Die Niederungsburg Krepe wird in älterer Literatur mit dem Gerichtsplatz Krepe gleichgesetzt. Das konnte in neuen archäologischen Feldforschungen nicht belegt werden. Die Lage der Gerichtsstätte ist heute nicht bekannt. Sie war nicht direkt am Hügel. Möglicherweise tagte das Gericht unter anderen Eichen des früheren Krepe-Waldes.
Die Krepe wird im Richtsteig Landrechts, den um 1330/1335 von Johann von Buch verfassten Glossen zum Sachsenspiegel, als Stätte eines Vogteigerichts genannt. Der Richterstuhl auf der Krepe hatte überregionale Bedeutung. Er bildete die höhere Instanz für das Gericht auf der Klinke bei Riewend in Brandenburg. Wer mit dem Urteil des „Krepe“-Gerichts unzufrieden war und dieses „schelten“ wollte, konnte an das Salzwedeler Vogteigericht zur Linden bei Groß Bierstedt, als letzte Instanz dann an das Hof- bzw. Kammergericht in Tangermünde appellieren.
Auf einer Landkarte um 1780 ist der Ort als „Gericht“ benannt.
Willibald Alexis verarbeitete das Thema der alten Landgerichte in der Mark Brandenburg bereits 1842 in seinem Roman Der falsche Woldemar und berichtete über die Krepe.
Im Jahre 1869 hatte der Lehrer Ludwig Götze einen „Situationsplan der Dingstätte Krep“ gezeichnet. Am Ende des 19. Jahrhunderts stand dort ein Schafstall, den Dietrichs und Parisius in einem Stahlstich wiedergaben. Wilhelm Zahn berichtete im Jahre 1909 von der Wüstung der Gerichtsstätte Krepe: „auf der Stelle steht ein einsamer Stall.“ Dieser wurde nach 1938 abgetragen. Das westlich anstoßende Terrain hieß damals „vorm Burgwall“.

### Altmärkische Geschichtsschreiber
Der Geschichtsschreiber Christoph Entzelt erwähnt 1579 in seiner Altmärkischen Chronik die wüste Stätte: „und leuft die Uchta von Eichstedt auf Lütkeschwechten… da fleust darein die Kripa, welche herab kömmet von Peulingen, aus den Morasten gesamlet, lauffende auf das holtz, dem es den Namen gibt die Kripe, auff das alte herrliche Schloss nun zufallen, auch die Kripa genant, da vor zeiten die Edlen Herren von Roretz gewohnet.“
Beckmann schreibt im Jahr 1753: „Zwischen Borstel und Eichstät an der Ucht im holze Krep, auf der großen Schwechtenschen feldmark ist noch ein nachlass von einem schloss, welches nach Entzelts bericht die Herren von Roretz sollen besessen haben, und davon noch der Burgwall und die doppelte graben zusehen… Die gemeine Rede bringt mit, dass die Einwohner von Stendal den Überrest der mauern vollends abgebrochen: weil sich räuber darinnen aufgehalten, von denen man noch verschiedene Streiche erzehlet, die Stelle auch den Namen Räuberberg erhalten. Im hügel sollen noch gewölbe sein, deren zugänge verfallen; wiewohl man keine nachsuchung angestellet.“
Über die Ritter Roretz finden sich keine Angaben in Urkunden.

### Archäologische Feldforschungen 2014 und 2015
Die Krepe ist eine außerordentlich stattliche frühe Backsteinanlage, die ohne Vorgänger in der Zeit kurz vor 1200 errichtet und höchstens bis in das mittlere Drittel des 13. Jahrhunderts genutzt wurde.
Das Gebäude war dann vormoderner Zeit zur Gewinnung von Baumaterial abgetragen und durchwühlt worden. Fundamente wurden ausgebrochen, so dass unter Schuttbergen keine Fundamentsteine mehr in ihrer ursprünglichen Position freigelegt werden konnten. Die Forscher Biermann und Posselt berichten von einer „zentralen Störung“", dabei könnte es sich „eher um einen runden als um einen eckigen Turm von erheblicher Größe gehandelt haben.“
Im März und November 2014 und im März 2015 wurde das Gebiet im Rahmen des DFG-Projektes „Die Motte – Ausbreitung eines Burgentypes an Elbe und Oder“
vermessen. Es erfolgen Metalldetektorbegehungen und geomagnetische Prospektionen. Der Hügel wurde im Rahmen einer Lehrgrabung der Universität Göttingen untersucht. Dabei konnten angekohlte Eichenhölzer, die jahrhundertelang in Grundwasser gestanden hatten, geborgen werden. Diese und andere Holzfunde erlaubten die dendrochronologische Datierung der Bauzeit. Biermann und Posselt veröffentlichten das Ergebnis der Forschungen im Jahre 2018.
Die Forschungsarbeit wurde finanziert durch die Deutsche Forschungsgemeinschaft im Rahmen einer Sachbeihilfe sowie eines Heisenberg-Stipendiums. An der Arbeit waren neben dem Landesamt für Denkmalpflege und Archäologie Sachsen-Anhalt Forscher und Institutionen aus ganz Deutschland beteiligt.

### Herkunft des Ortsnamens
Bekannte Namen sind „Krepe“, „Krep“, „Kripa“, „Creppin“, „Kriep“, „Krippe“, „Kröppe“. Biermann-Posselt führen dazu aus: Einerseits soll es sich bei „Krepe“ um die historische Benennung eines in der Nähe in die Uchte mündenden Baches, des „Speck-“ oder „Riengrabens“, gehandelt haben, was aber unsicher ist. „Krepe“ kann aus dem Slawischen abgeleitet und mit „befestigter Ort“, wie im russischen „Крепость“ (für Festung) oder es kann mit „Hügel“, wie alttschechisch „chrb“ in Verbindung gebracht werden. Oder aber es wird zu mittelniederdeutsch „krepen, krupen“ (kriechen) gestellt.
Außerdem wäre an eine germanische Grundform *kreup- mit der Bedeutung „gebogen, gekrümmt, buckelig“ zu denken.
Er könnte aber auch mit dem Wort „Graf“ bzw. „weltlicher Richter“ zusammenhängen; niederdeutsch heißt derselbe „Greve“, „Grebe“.

## Sagen

### Die goldene Wiege im Burgberg der Krepe
Alfred Pohlmann veröffentlichte im Jahre 1905 die mündliche Mitteilung der Sage durch einen Missionar, der als Christoph Bunck am 14. September 1864 in Borstel geboren wurde. Der Missionar Bunk berichtete: Die Krepe soll eine der größten altmärkischen Burgen gewesen sein. Sie wurde in einem Kampf zerstört. An der Stelle der alten Burg steht heute ein Schafstall. Vor langer Zeit hat unter den Ruinen der Burg eine Räuberbande ihr Unwesen getrieben. Die Räuber überfielen Wanderer, plünderten durchziehende Kaufleute. Eine große goldene Wiege diente ihnen als Schatztruhe, die sie tief im Burgberg versteckt hielten. Gesehen hat die Wiege nur ein Bauernmädchen, das die Bande eines Tages überfallen und gefangen hatte. Es wurde gezwungen den Haushalt der Räuber zu führen. Sie wurde streng bewacht. Als eines Mittags die Räuber in tiefem Schlaf lagen, entwischte die Jungfrau und flüchtete zu ihren Eltern nach Eichstedt. Kurz bevor sie das Dorf erreicht hatte, holten die Räuber sie beinahe ein. Einer zog sein Schwert gegen sie. Der Räuber schnitt aber nur ihren langen blonden Zopf ab. Somit war der Schlupfwinkel der Räuber bekannt geworden. Sie wurden gefangen und hingerichtet. Die Wiege aber wurde nicht gefunden.
In einer Sagensammlung aus dem 20. Jahrhundert wurde diese Sage ebenfalls übermittelt.

### Die Raubburg zwischen Borstel und Eichstedt
Heinrich Matthies überlieferte 1917 eine Sage, die ihm ein Hütejunge am Viehstall nahe dem Burgwall geschildert hatte. Die Burg bewohnte vor langer Zeit ein schrecklicher Räuber, der es auf vorüberziehende Wanderer abgesehen hatte. Er hatte Fäden durch das Gelände gezogen. Berührte diese ein Vorübergehender, erklang in der Burg ein Glöckchen. Der Räuber und seine Spießgesellen stürzten hervor, fingen und beraubten ihr Opfer. Irgendwann war es den Umwohnenden zu viel. Sie taten sich zusammen und belagerten die Burg. Doch die Räuber versorgten sich über einen unterirdischen Gang nach Eichstedt mit Nahrungsmitteln. Als man ihnen diesen Weg abgeschnitten hatte, konnte die Burg einem erneuten Ansturm nicht standhalten. Die Mauern wurden zertrümmert. Die herabstürzenden Steine begruben die Räuber und ihren Raub, den sie im unterirdischen Gang verborgen hielten, wo er noch heute zu finden sein soll.